# Пражский немецкий язык
Пра́жский неме́цкий язы́к (нем. Prager Deutsch, чеш. pražská němčina) — обозначение всех разновидностей (преимущественно письменного) немецкого языка, используемых на территории Богемии, и прежде всего в столице Чехии — Праге. Развитие пражского немецкого имело исключительную роль в истории немецкого языка и стало возможным благодаря существованию старейшего немецкоязычного университета, Карлова университета, а также широкому распространению языка в Чехии до второй половины XX века.

## История
Наряду с чешским языком в средневековой Богемии использовались немецкие диалекты. На юге и юго-западе использовались южно- и среднебаварские диалекты, пришедшие из Австрии. В Эгерланде, около города Хеб, использовались северобаварские диалекты. На севере и северо-востоке были распространены восточносредненемецкие диалекты, близкие к диалектам Саксонии и Силезии. Вместе с собственно немецкими диалектами еврейским населением использовался идиш. Письменный язык Богемии средних веков и начала нового времени был своего рода смесью перечисленных выше вариантов.
В крупных городах, и прежде всего в Праге, письменный пражский немецкий язык всё чаще использовался в речи, становясь языком буржуазии и управления. Образовывался язык, сочетающий в себе черты южнонемецких диалектов юга Богемии и средненемецких особенностей канцелярского языка севера. Он пользовался большой популярностью как на севере, так и на юге региона, в то время как южнонемецкая печатная продукция в XVI-XVIII вв. была признана на юге, но не имела широкого хождения на севере, а то и вовсе игнорировалась.
Пражский немецкий язык официально просуществовал до XX века, после чего его роль в управлении была сведена на нет. Последний расцвет литературы на этом языке связан с творчеством Райнер Марии Рильке, Франца Кафки, Макса Брода, Густава Майринка, Франца Верфеля, Эгона Эрвина Киша, Фридриха Торберга, Оскара Баума, Иоганнеса Урцидиля, Феликса Вельтша, Пауля Леппина и Ленки Рейнеровой. После Второй мировой войны и депортации немцев из Чехословакии пражский немецкий практически прекратил своё существование и продолжал использоваться лишь в эмигрантской среде. 

### Немецкий и чешский
Оба языка, и чешский, и немецкий, в разговорной форме использовались и соседствовали на территории Богемии со времён средневековья. В это время роль литературного языка, использовавшегося в среде интеллигенции, священнослужителей и начальников, выполнял латинский. Немецкий и чешский были разговорными языками, употреблявшимися крестьянами в различных территориальных вариантах. С деятельностью Яна Гуса начал переживать свой расцвет чешский язык, однако с XV века, после гуситских войн и периода контрреформации после Тридцатилетней войны, его расцвет прекратился, и язык стал ассоциироваться с еретическим или люмпенистическим.
В то же время началось возвышение немецкого языка, который всё сильнее отстаивал свою независимость от латыни, и, в конце концов, стал языком образования. Пражский немецкий развивался в региональный стандартный вариант и с XVII века стал популярным и престижным. Он считался более «чистым», не запятнанным региональными различиями в письменном и устном употреблении, которые существовали между южно- и средненемецкими диалектами. После того, как при императоре Иосифе II евреи были законодательно признаны полноправными гражданами, многие из них стали вливаться в немецкоязычное общество Богемии. К XIX веку евреи стали занимать существенную часть населения, говорившего на пражском немецком, из-за чего роль идиша и его распространение стало сдавать свои позиции.
В том же XIX веке чехи стали протестовать против распространения двуязычия, ясно осознавая второстепенность чешского языка и дискриминацию по отношению к его носителям. С развитием движения младочехов и под влиянием славянского конгресса чешскоязычное население стало требовать расширения своего политического участия и признания чешского языка. Это создало предпосылки для развития чешской литературы и впоследствии языка, который столетиями был языком второго сорта. Достигнуть компромисса представителям народных и языковых групп, тем не менее, не удалось, что сыграло свою роль в развале Австро-Венгрии и выделении Чехословакии.
В новую фазу своего процветания пражский немецкий язык вошёл во время Первой мировой, в междувоенный период и в расцвет национал-социалистических и фашистских настроений в Германии и Австрии, чему способствовали еврейские писатели и беженцы из этих стран. В начале Второй мировой и после окончания военных действий этот расцвет резко обрывается.

## Характеристика
В средние века немецкий язык в Богемии имел сильное фонетическое сходство с баварскими диалектами. В эпоху Гуманизма и Реформации, напротив, усиливалась тенденция влияния восточносредненемецких диалектов, прежде всего из-за влияния переводов Библии Мартина Лютера. После Тридцатилетней войны опустошённые области Богемии стали заселяться новой волной немецкоязычных эмигрантов, что существенно разбавило язык. Религиозные гонения во время контррефорфмации послужили толчком к дальнейшему развитию этих тенденций.
От южнонемецкого письменного языка, который имел хождение в XVII-XVIII вв. в Австрии и Южной Германии, пражский немецкий всё более развивался в направлении саксонского стиля. Таким образом, уже в раннее время сходили на нет характерные для южнонемецкого различия между дифтонгами ei и ai, искореняются дифтонги ue, iu, uo и eu в пользу средненемецкой письменной традиции. Отходят назад характерные для баварского диалекта путаницы между w и b, b и p, устраняется пришедшее из Каринтии и Тироля придыхательное kh. Это равнение на средненемецкие нормы было характерно лишь для правописания, в то время как лексика, семантика и грамматика оставались преимущественно южнонемецкими.
В XVIII веке Богемия стала местом военных действий Семилетней войны между Пруссией и Австрией, что привело к масштабным разрушениям и крупным человеческим жертвам. Новое переселение скорректировало положение между двумя языковыми полюсами. В XIX веке австрийский язык влиял на пражский немецкий всё больше. Государство тянуло одеяло на себя, устанавливая более удобные для себя языковые понятия. К этому времени относится лексика, которая для баварцев представляется типично австрийской (Tischler — Schreiner, Fleischhacker — Metzger). Богемская кулинарная лексика, вобравшая в себя характерные чешские названия, пошла в другом направлении, распространяясь и в Австрии, и в Баварии, что стало причиной относительной идентичности данного слоя лексики во всех трёх регионах.

## Пресса на пражском немецком языке
- Prager Oberpostamts-Zeitung, позже Prager Zeitung
- Bohemia (1828–1938);
- Prager Tagblatt (1876–1939);
- Prager Presse (1921–1939);
- Sozialdemokrat (1925–1938) — центральный орган НСДАП Чехословацкой республики;
- Prager Rundschau (1931–1939);
- Deutsche Volks-Zeitung — издание коммунистов Чехословакии;
- Die Weltbühne — с 1934–1938 стала появляться среди пражских эмигрантов;
- Der Neue Tag (1939–1945);
- Prager Abend (1939–1944);
- Böhmen und Mähren (1940–1945);
- Aufbau und Frieden (1951–1965), позже Volkszeitung (1966–1968), позже Prager Volkszeitung (1969–2005);
- Tschechoslowakei (1953–1960), позже Sozialistische Tschechoslowakei (1961–1990);
- Im Herzen Europas (1958–1971), позже Tschechoslowakisches Leben (1972–1992), позже Tschechisches Leben heute (1993–1993);
- Informationsbulletin des Zentralkomitees der Kommunistischen Partei der Tschechoslowakei (1978–1989);
- Neue Prager Presse (1981–1990);
- Prager Zeitung (1991–);
- Die Länder der böhmischen Krone (1994–1997);
- Plus (1994–);
- Landes-Anzeiger (1995–1998), позже Landeszeitung (1999–2014), позже LandesECHO (2014–).

Другие богемские немецкоязычные газеты стали появляться в Ческе-Будеёвице (Südböhmische Volkszeitung, Waldheimat), Прахатице (Der Böhmerwald) и Клатови (Der Bote aus dem Böhmerwalde). В Моравии также были города (например, Брно и Оломоуц), которые ещё в XIX веке ориентировались больше на Вену, нежели на Прагу.